# 灵魂脱离者
为2021年上映的韩国动作片，由《心跳》的导演、《纯情漫画》的编剧尹宰根创作剧本并执导，尹啟相、朴埇佑、林智妍主演，2021年11月24日在韩国上映。

## 剧情概要
影片讲述一名失去记忆的男子，每12个小时就在不同人的身体上苏醒，他为了寻找成为所有人目标的真实的自己而展开殊死搏斗。

## 演员阵容

### 主要人物
- 尹啟相 饰演 姜伊安
- 朴埇佑 饰演 朴室长
- 林智妍 饰演 文真雅

### 其他人物
- 柳承穆 饰演 李部长
- 朴智焕 饰演 行来
- 李成旭 饰演 刘代理
- 洪基俊 饰演 高中士
- 徐賢宇 饰演 白上士
- 李雲山 饰演 池哲浩
- 朱镇模 饰演 洪局长
- 金旻徑 饰演 全会长
- 鄭潤廈 饰演 敏珠
- 郭振錫 饰演 鳄鱼
- 金英成 饰演 毒舌
- 千英严 饰演 野牛
- 朴光在 饰演 大猩猩
- 权赫范 饰演 斗牛犬
- 禹康民 饰演 河马
- 李洪耐 饰演 狼
- 金允培 饰演 蝎子
- 尹基昌 饰演 闵下士
- 玄奉植 饰演 莱特系统主任
- 许栋元 饰演 日本贩毒集团头目
- 崔东九 饰演 日本头目的随行人员

## 奖项荣誉
| 年份 | 颁奖礼                        | 奖项                | 入围者 | 结果 | 备注   |
| ---- | ----------------------------- | ------------------- | ------ | ---- | ------ |
| 2021 | 第20届纽约亚洲电影节          | 优秀动作电影奖      | 不適用 | 獲獎 | [ 8 ]  |
| 2022 | 第1屆牙山忠武宮國際動作電影節 | 最佳男主角獎        | 尹啟相 | 獲獎 | [ 9 ]  |
| 2022 | 第42届黄金摄影奖颁奖礼        | 评审团特别奖        | 尹啟相 | 獲獎 |        |
| 2022 | 第58屆百想藝術大獎            | 电影部门 最佳男配角 | 朴埇佑 | 提名 | [ 10 ] |
| 2022 | 第58屆大鐘獎                  | 最佳女配角          | 林智妍 | 提名 | [ 11 ] |